# ZOO KEEPER (ゲーム)
『ZOO KEEPER』（ズー・キーパー）はKITERETSU、ROBOTが企画制作したアクションパズルゲーム。 

## 概要
Diamond Mine（Bejeweled）クローンのパズルゲームで、動物園で園長の傲慢な態度に耐えかねて脱走した動物たちを、プレイヤーが飼育係となって捕獲するという内容。
ゲームサイトSHOCKWAVEにて無料Flashゲームとして公開され、異例の人気を獲得（ピーク時のプレイ回数には月間700万回を越えた）。この人気を受けて、アーケード版、家庭用ゲーム機版、さらに携帯向け公式コンテンツとしても展開された。

## ルール
- 8×8のマスに動物（象、キリン、ワニ、パンダ、カバ、猿、ライオン）がびっしりと敷き詰められている。
- プレイヤーはあるマスとそれに隣り合うマスの動物を入れ替えることができる。ただし、入替えることにより動物が消せない場合は入れ替えることができない。
- 動物が3匹以上並ぶと、その組は消える。また、この際にタイマーが少し回復する。
- 動物が消えて下が空白になった場合、その動物は落下し、上からランダムに動物が補充される。着地後それによって3つ以上の並びが発生したら連鎖となる。
- どれを動かしても3つ以上の並びが作れなくなったらマスの動物が総入れ替えされる。ボーナス得点+タイマー回復があるので、手詰まりを作れる場合は作った方が良い。
- 各種の動物を一定数以上消したらレベルが上がり、タイマーの減少スピードが速くなる。
- タイマーが0になったらゲームオーバー。
- レベル7以降動物と共に､マスに園長（兎であることもあり）が登場する。
- ゲームオーバー後､得点に応じて園長からコメントがある。その多くは「クビ」や「給料お預け」といったネガティブな内容の物であるが、成績が良ければ「自分の次に出来る」や「チミ（プレイヤー）が園長」など褒め言葉が出てくる。動作は両者とも同じ。（アーケード版では省略されている）
- DS・3DS版では消した後の落下中に動かしていわゆるアクティブ連鎖をすることが可能。そのため見つけたらすぐに消せばいいというものではなく、他機種版と比べてアクション性の高いゲームになっている。

## 作品リスト
- アーケード版 - サクセス開発、タイトーより発売。タイトルは「ZOOO」（タイトーアメリカが以前にZOO KEEPER（1983年）という同タイトルのゲームを発売しているため）。また、「おてなみ拝見 FINAL（サクセス）」にも収録された。
- ゲームボーイアドバンス版 - 2003年10月31日、サクセスより発売。タイトルは『みんなのソフトシリーズ ZOOO』。
- PlayStation 2版 - 2004年2月12日、SuperLite2000シリーズの1つとして発売。タイトルは『ZOOO』。
- ニンテンドーDS版 - 2004年12月2日、ローンチタイトルとしてサクセスより発売。タッチパネルに対応。
アメリカでは2005年1月18日に、ヨーロッパでは同年3月11日に、Ignition Entertainmentより発売されている。
- ニンテンドー3DS版 - 2012年1月26日、ROBOTより発売[1]。タイトルは『ズーキーパー3D』。クエストモード、通信対戦など8種類のゲームモードを収録。
- iアプリ版 - 富士通製の機種にはプリセットアプリとして「ZOO KEEPER Ver.F」が入れられている（F902i以降は「ZOO KEEPER DX Ver.F」）。また、パナソニック製のP-04A/P-05Aにも「ZOO KEEPER DX Ver.P」が同様にプリインストールされている。
- EZアプリ版
- Mobage、Yahoo!モバゲーおよびハンゲームでは、オンライン形式の対戦要素を備えたソーシャルゲーム『対戦☆ZOOKEEPER』が配信されている。
- iOS版 - App Storeで、「対戦ズーキーパー」(アイテム課金制)と「ZOOKEEPER DX Touch Edition」(有料)が配信されている。
- Android版 - GooglePlayStoreで「対戦ズーキーパー」(アイテム課金制)と「ZOOKEEPER DX Touch Edition」(有料)が配信されている。